# 別列別伊
別列別伊（俄语：Белебе́й）是俄羅斯巴什科爾托斯坦共和國的一座城市，位於該國西部。2002该市面积为34.26平方千米，海拔高度300米，2017年人口为59,123人。
1715年開埠，1781年建市。